# Saint-Jean-de-Touslas
Saint-Jean-de-Touslas är en kommun i departementet Rhône i regionen Auvergne-Rhône-Alpes i östra Frankrike. Kommunen ligger i kantonen Givors som tillhör arrondissementet Lyon. År 2018 hade Saint-Jean-de-Touslas 865 invånare.

## Befolkningsutveckling
Antalet invånare i kommunen Saint-Jean-de-Touslas
| Referens: INSEE |